# AA Caldense
AA Caldense is een Braziliaanse voetbalclub uit Poços de Caldas, in de deelstaat Minas Gerais.

## Geschiedenis
De club werd opgericht in 1925. In 2002 werd de club staatskampioen, de drie topclubs van de staatscompetitie namen dat jaar wel niet deel aan de competitie.

## Erelijst
Campeonato Mineiro
2002